# Bassaniana ora
Bassaniana ora là một loài nhện trong họ Thomisidae.
Loài này thuộc chi Bassaniana. Bassaniana ora được miêu tả năm 1992 bởi Seo.